# ماسینی (ویسکانسین)
ماسینی، ویسکانسین  (به انگلیسی: Mosinee) شهری در شهرستان ماراتون ایالت ویسکانسین است که در سال ۱۹۳۱ بنیان‌گذاری شده‌است. این شهر طبق سرشماری سال ۲۰۱۰ میلادی ۳٬۹۸۸ نفر جمعیت داشته‌است.